# Тиквешко въстание
Тиквешкото въстание е въоръжен бунт на Вътрешната македоно-одринска революционна организация срещу сръбската власт във Вардарска Македония. Тиквешкото въстание е първият масов въоръжен протест на македонските българи срещу новия сръбски режим във Вардарска Македония. Въстанието избухва на 15 юни 1913 година, ден преди началото на Междусъюзническата война, като са освободени Неготино, Кавадарци и Ваташа, но не обхваща и други селища в района, защото българските войски не успяват да се притекат на помощ. На 25 юни четите се оттеглят от завзетите селища и в следващите дни въстаналите райони са подложени на жесток терор от сръбската власт.

## Причини
Причина за въстанието са насилията, извършвани от сръбските административни и военни власти в тиквешкия край. Още в началото на декември 1912 година сръбският комендант на Кавадарци събира видните българи и ги уведомява, че българското общинско управление се разпуска и той лично ще управлява града, като им заявява:
| „ | Вие сте стари сърби. Българите ви асимилираха. Сега, когато ние сме тук, ще си бъдете отново сърби. Ако не се съобразявате с това, което ви казвам, ще ви избия всички. | “ |

Изгонени са всички български свещеници и учители от Тиквешко и на тяхно място са доведени сръбски свещеници и учители. Тези, които искали да останат, трябвало да отидат на курс в Белград да изучат сръбски език. Архиерейският наместник Григорий Лазаров е пребит, защото се е опитал да причака своя митрополит на железопътната гара в Криволак, а къщата му е съборена. Извършени са и много насилия – убит е един младеж – Александър Видов, който на въпрос сърбин ли е, той отговоря отрицателно. Убита е и майката на войводата участник във въстанието Димитър Пинджуров – Наца Пинджурова. Изнасилена е Мария Тодорова на втория ден след нейната сватба от един сръбски поручик. Зарко Илиев от Ваташа бива пребит, също и много други жители на Тиквешко.

## Развой
Централният комитет на ВМОРО изпраща в Кавадарци члена си Петър Чаулев, който провежда тайно събрание в дома на Йовче Шкартов, бащата на Михаил Шкартов, на което е решено незабавно да започне подготовка за въстание. На Дончо Лазаров и Михаил Шкартов е възложено да организират и въоръжат местната милиция.
През април и май 1913 г. ВМОРО е готова да вдигне въстание в Тиквешко срещу сръбските окупационни части. На 26 май ръководството на организацията в Кавадарци получава окръжно №57 от Централния комитет, че към Тиквешко се придвижват четите на Марко Иванов, Милан Матов, Панайот Карамфилович, Петър Чаулев, Милан Гюрлуков и други. На 29 и 30 май е свикано събрание в село Бегнище, на което присъстват 60 души представители на почти всички села в Кавадарска околия. За вдигане на въстание се изказват единодушно всички делегати. Избран е революционен щаб, в който влизат Михаил Шкартов, Доно Мойсов, Ристо Мойсов, Лазар Банянски, Христо Михов, Коце Сеизов, Атанас Мурджев, Тодор Камчев, Пано Измирлиев, Мело Янев, Тодор Мицев, Глигор Линин, Евтим Манев, Дончо Лазаров, Васил Саздов, Димитър Пинджуров, Атанас Божков, Трайчо Трушията, Гошо Голев, Йованче Шошев, Милан Атанасов и Милан Ацев.
На 13 юни е свикано второ заседание в село Ваташа, което решава, щом се получи известие, че българските войски тръгват от Щип, Радовиш и Струмица, четите и милицията на ВМОРО веднага ще се вдигнат на повсеместно въстание в Тиквешко, като ударят в гръб сръбските войски, окопали се по десния бряг на Вардар и по височините при селата Пепелище и Мужанци.
На 15 юни 1913 г. обаче четата на Дончо Лазаров е открита във Ваташа и започва сражение. Заедно с четата на Шкартов нападат сръбските войски в Неготино и още същия ден ги прогонват. В селището се установява българско управление. Сръбските власти изпращат войски и турски чети от околните села, но всички техни пристъпи са отблъснати. От Неготино българските въстаници настъпват към Кавадарци, където сърбите успяват да арестуват множество легални дейци на ВМОРО. Избухналото въстание хвърля в тревога сръбското върховно военно командване, което изпраща още войски. На 19 юни обаче те са разбити и отстъпват към Велес. Кавадарци е освободен, като над града се развяват български знамена. На 20 юни на тържествено събрание е избрано българско управление, съставено от 12 души от града и околията.
На 20 юни настъпва около 30 000 сръбска войска, начело с войводите Василие Търбич и Йован Бабунски и други. Въстаниците са подкрепени от пристигналите на 22 юни чети на Христо Чернопеев, Чаулев и Васил Чекаларов. Сръбската армия започва да изгаря масово българските села, като селяните бягат към Кавадарци. Въстаниците водят ожесточени сражения при височините на село Паликура и от река Черна до река Луда Мара. На 23 юни Щабът на въстанието отправя апел до българското главно командване да изпрати помощ. Но получава заповед четите да се оттеглят, тъй като българската армия отстъпва на изток.
На 24 юни въстаниците напускат организирано позициите си и сръбските войски влизат в Кавадарци. Цялото население и всички бежанци от околните села бягат към планините. По улиците на града се водят боеве през цялата нощ срещу 25 юни. Рано сутринта и четите и милицията на ВМОРО се оттеглят къв Бегнище. Градът е разграбен и опожарен. 60 къщи и дюкана са изгорени, а заловените 24 души са разстреляни на място. Неготино пострадва по-силно – от 800 къщи и дюкяни са изгорени 750.
На 27 юни щабът на въстанието решава невоъоръжените хора да се върнат в домовете си. Сръбският комендант на Кавадарци гарантира чрез свещеник Григор Хаджийорданов живота и имота на завърналите се. Въпреки това над тях се започват масови насилия – в Моклище са убити 18 души, в Корешница – 19, в Рибарци – 16. В Кавадарци 150 души са завързани на колове, държани 30 часа без вода и накрая избити и оставени непогребани. На 12 юли, Петровден всички жители на Кавадарци са принудени да присъстват на молебен за крал Петър I, като окръжният управител заявява, че „тук в Сърбия може да живее само оня, който е прави сърбин“. На 20 юли всички граждани отново са събрани и обградени от войска, жандармерия и сръбски четници. Окръжният управител заявява, че населението на Кавадарци е от памтивека сръбско, и кара гражданите да гласуват декларация, с която се отказват от българската си народност и се обявяват за сърби. Общо жертвите в Кавадарци са 363 души, в Неготино – 230, а във Ваташа – 40 души. 2700 души са арестувани, инквизирани и затворени.
През септември същата година срещу сръбските власти избухва Охридско-Дебърското въстание.
| Списък на жертвите на въстанието - Пепелище: 1. Алия Агушов, 2. Алил Столеманов, 3. Асаия Камбуров, 4. Абдураман Камбуров, 5. Шевик Алимов всички убити в Скопския окръжен затвор. - Пърждево 1. Блажо Илов, 2. Иван Христов, 3. Яно Мантев, 4. Ризо Трайков, 5. Петър Мирчев, 6. Иван Петров, 7. Яно Захариев, 8. Ибраим Абдиов, 9. Асан Топалов, 10. Ахмед Мол. Смаилов, 11. Мустафа Усеинов, 12. Абдураман Мемедов, 13. Мехмед Абдураманов, 14. Мехмед Алимов, 15. Абаз Алимов, 16. Селим Сайтов, 17. Ахмед. Мед. Мемишов, 18. Мехмед Бекрешов, 19. Мехмед Бекиров, 20. Ибраим Названджи, 21. Ахмед Суджуков, 22. Саид ага Чачиров, 23. Ахмед Нехлеванов, 24. Ваид Чауш, 25. Улим Чауш Мехмед, 26. Аниме Мехмедова, 27. Белка Мехмедова, 28. Мехмед Усинов, 29. Усо Сулиманов, 30. Ахмед Сулиманов, 31. Демир Омеров, 32. Мехмед Ашар Ефенди, 33. Алия Сл. Чаушов, 34. Саид Сл. Чаушов, 35. Мустафа Мехмедов, 36. Ахмед Мехмедов - Бистренци: 1. Али Ага Мустафа, 2. Зейнел Усинов, 3. Селим Кадриов, 4. Асан Таиров, 5. Селиман Молатов, 6. Режул Ибраимов, 7. Мустафа Абдиов, 8. Асан Ибраимов, 9. Смаил Ибраимов, 10. Караман Носифов, 11. Авди Караманов, 12. Усин Елмазов, 13. Селим М. Ахмедов, 14. Таир Еминов, 15. Селман Алчев, 16. Ахмед Алчев, 17. Зекир Меликин, 18. Халил Джански, 19. Алия Сантов, 20. Усеин Мехмедов, 21. Етхем Налбатинов, 22. Неби Насифов, 23. Яхабан Д. Бегов, 24. Демир Ю. Бегов, 25. Вулеман X. Бегов, 26. Караман Демиров, 27. Ибрям Доданов, 28. Нацо Николов, 29. Глигор Нацов, 30. Стоян Глигоров, 31. Яно Николов, 32. Стойко Майстор, 33. Лазо Стоименов, 34. Ордан Темелков, 35. Пане Йорданов, 36. Мена Янева, 37. Яна Темелкова, 38. Асан Сулеманов, 39. Селман Шаинов - Рибарци: 1. Лазо Кузманов, 2. Филип Гогов, 3. Иван Тефов, 4. Цандо Христов, 5. Андо Наумов, 6. Пано Недев, 7. Ефрем Наумов, 8. Атанас Нацов, 9. Найдо Лаков, 10. Иван Горгиев, 11. Хр. Иванов, 12. Тасо Илов, 13. Ташо Грозданов, 14. Панчо Трайков, 15. Коцо Менов, - Курия: 1. Йордан Андов, 2. Дамян Данев, 3. Серафим Настев, 4. Ладо Настев, 5. Йордан Божков, 6. Тодор Камчев, 7. Игно Георгиев, 8. Мицо Петров, 9. Пано Лелов, 10. Петре Нацов, 11. Никола Илиов, 12. Трайко Лазов, 13. Стоян Лазов, 14. Диме Петров, 15. Неде Соколов, 16. Найдо Трифонов, 17. Георги Петров - Криволак: 1. Асан Синанов, 2. Исмаил Яшев - Челевец: 1. Акиф Омеров, 2. Вемо Алиев, 3. Ашепа Аметов, 4. Узеир Бекиров, 5. Max. Даутов, 6. Осман Селманов, 7. Шабан Емтов, 8. Алил Демиров, 9. Сулейман Саитов - Кошарка: 1. Мустафа Омеров, 2. Осман Абдулов, 3. Алил Алиев, 4. Ахмед Усинов, 5. Мехмед Ахмедов, 6. Мехмед Махмудов, 7. Омер Ахмедов, 8. Омер Еминов, 9. Емин Еютов, 10. Шабан Фератов, 11. Усеин Елмазов, 12. Омер Алилов, 13. Билял Ибраимов, 14. Мустафа Алиов, 15. Омер Юсеинов, 16. Омер Смаилов, 17. Алил Смаилов, 18. Юсуф Небиов - Человети: 1. Осман Усеинов, 2. Асан Амедов, 3. Мехмед Алилов, 4. Мехмед Сулейманов - Дижидимирци: 1. Сандо Петров, 2. Христо Петров, 3. Славе Лазаров, 4. Петре Янев, 5. Идриз Мехмедов - Баня: 1. Ангел Петров, 2. Каме Цетков, 3. Гошо Глигоров, 4. Васил Темелков, 5. Пано Янев, 6. Коцо Илиев, 7. Дончо Коцев, 8. Кръсте Петров - Копришница: 1. Христо Лазов, 2. Петър Марков - Дрен: 1. Христо Станоев, 2. Петре Данев, 3. Тано Данев - Клисура: 1. Илия Митрев, 2. Симеон Димитров - Дисан (Горни и Долни): 1. Нуше Атанасов, 2. Ордан Кимов, 3. Вано Мицов, 4. Дафо Наков, 5. Димо Димов, 6. Костадин Ошув, 7. Камо Кочов, 8. Иван Панов, 9. свещеник Хр. Марков - Вешие: 1. Лазар Димитров, 2. Иван Димитров - Войшанци: 1. Адем Таиров, 2. Менсут Селманов, 3. Мухарем Зуберов, 4. Алил Мехмедов, 5. Осман Бекиров, 6. Шабан Зуберов, 7. Осман Еминов, 8. Бекир Алимов, 9. Раим Исмаилов, 10. Ибр. Исмаилов, 11. Шакир Мустафа, 12. Дестан Еминов, 13. Мехмед Алилов, 14. Мустафа Айдинов, 15. Джаф. Усинов, 16. Зубер Усинов, 17. Усин Фетаов, 18. Георги Пеляневски, 19. Асан Таиров - Бесвица: 1. Йордан Стойчев, 2. Димо Илов, 3. Петре Георгев, 4. Сотир Петков, 5. Иван Чочев, 6. Мино Давидов, 7. Димо Стоянов, 8. Юсеин Башин, 9. Ахмед Усинов, 10. Мойсо Сулеманов, 11. Мойсо Тачев, 12. Саид Мойсов, 13. Ахмед Баталов, 14. Алил Чауш, 15. Мехмед Чакширов, 16. Усеин Улев, 17. Али Асанов, 18. Асан Кочев, 19. Ибраим Усинов, 20. Мехмед Шакиров, 21. Мехмед Именов, 22. Мехмед Скачков, 23. Мемедя Балялски, 24. Бекир Ибраимов, 25. Мустафа Чауш, 26. Сулеман Зурников, 27. Модла Юсеин, 28. Алил Сулеманов, 29. Мустафа Алиев, 30. Асан Беков, 31. Кадрия Мехмедов, 32. Асан Ибраимов, 33. Адо Алиев, 34. Никола Митов, 35. Дико Николов, 36. Атанас Петров, 37. Филип Трайков, 38. Дело Атанасов, 39. Атанас Недев - Неготино 1. Милан Анев, 2. Пано Христов, 3. Лазо И. Коцев, 4. свещеник Коцев, 5. Яно баба Луин, 6. Пано баба Луин, 7. Наско Пешовски, 8. Борис Пешовски, 9. Стоян Абаджиев, 10. Георги Абаджиев, 11. Ана Абаджиева, 12. Никола Абаджиев, 13. Павле Абаджиев, 14. Лазар Абаджиев, 15. Трайче Анчев, 16. Мишо Постолов, 17. Гьошо Богоев, 18. Христо Сирайнов, 19. Ката Николова, 20. Андомия Иванова, 21. Илия Гелев, 22. Верина Коцева, 23. Коцо Данчев, 24. Лазар Малеминов, 25. Алексо Анастасов, 26. Камче Иванов, 27. Христо Камчев, 28. Никола Коцев, 29. Хр. Шкодра, 30. Петре Паунков, 31. Коле Паунков, 32. Дано Камчев, 33. Илия Божков, 34. Петре Говединов, 35. Мано Петров, 36. Лазо Янев, 37. Лазо Кушев, 38. Кольо Илов, 39. Дафче Митрев, 40. Томо Тошов, 41. Петре Дисански, 42. Пане Атанасов, 43. Лазар Дурин, 44. Глигор Панов, 45. Арсо Ценов, 46. Яне Анюшев, 47. Доно Мицов, 48. Арсо Юруков, 49. Пано Юруков, 50. Лазо Чаушов, 51. Васил Темелков, 52. Глигор Терзинджи, 53. Блажо Тодоров, 54. Анастас Тончаров, 55. Цандо Китов, 56. Иван Чаламинов, 57. Димо Боровица, 58. Алексо Николов, 59. Алексо И. Захариев, 60. X. Йордан Иванов, 61. Христо Филипов, 62. Славо Сотиров, 63. Захария Сотирова, 64. Родна Сотирова, 65. Ангел Христов, 66. Георги Янчев, 67. Янка Янчева, 68. Лазар Янчев, 69. Роса Георгиева, 70. Трайче Георгиев, 71. Янче Георгиев, 72. Ана Янчева, 73. Пано Талев, 74. Коцо Пищлов, 75. Стефко Липовски, 76. Арсо Ценов, 77. Лазо Стоянов, 78. Петър Иванов, 79. Агна Яхщова, 80. Глигор Атанасов, 81. Атанас Глигоров, 82. Ефрем Куция, 83. Цано X. Иванов, 84. Миска X. Иванова, 85. Невенка X. Инанова, 86. Гюрга X. Иванова, 87. Ивчо Андон, 88. Игно Фурсик, 89. Филип Уната, 90. Йордан Бербер, 91. Сута Димова, 92. Тодор Толов, 93. Ката Горчева, 94. Коцо Кимов, 95. Ката Манова, 96. Петре Колоджията, 97. Трайче Зафиров, 98. Йордан Темов, 99. Евда Темова, 100. Сотир Темов, 101. Лина Темова, 102. Яно Николов, 103. Огнян Глигоров, 104. Ване Масларков, 105. Георги Иванов, 106. Илия Чанев, 107. Симеон Иванов, 108. Глигор Иванов, 109. Неде Тремнички, 110. Илайда Пецова, 111. Мария Христова, 112. Стоян Камчев, 11З. Трайко Пецов, 115. Георгия Стойкова, 115. Тома Илов, 116. Ване Димов, 117. Вано Костадинов | Списък на жертвите на режима в Тиквеш - Радобилска община: 1. Михаил Колев, 2. Ангел Найденов - Рожденска община: 1. Чочо Попов, 2. Илия Влайков, 3. Ангелко М. Лостов, 4. Петко Ангелков, 5. Христо Влайков - Дреновска община: 1. Васил Манев, 2. Косто Ефремов, 3. Ефрем Арсов, 4. Георги Мойсов, 5. Ана Зафирова, 6. Божко Ванов, 7. Коста Самандов, 8. Ило Кимов, 9. Темо Гьорев, 10. Мурат Еюпов, 11. Шукри Далитов, 12. Ахмед Занелов, 13. Васил Настов - Ваташа: 1. Пано Мелачов, 2. свещеник Григор X. Орданов, 3. Лазар Хр. Илиев, 4. Пано П. Димов, 5. Мишо Д. Иванчев, 6. Диме Андов Пърцев, 7. Христо Пантев, 8. Камче Чонгаров, 9. Христо Цаков, 10. Димо Паракеов, 11. Илия П. Ангелов, 12. Гьоре П. Ангелов, 13. Спиро Колов, 14. Наки Шарлиов, 15. Йосив Сечков, 16. Петре Сейменов, 17. Лазо Мърмов, 18. Григор Дуйков, 19. Коцо Ярев, 20. Христо Шайкаров, 21. Коло Браов, 22. Мишо Гурев, 23. Трайчо Петрунов, 24. Ташо П. Коцов, 25. Григор Т. Костов, 26. Цандо Мишев, 27. Диме Сланцев, 28. Димо Баснарков, 29. Фидо Велков, 30. Петре Еленов, 31. Диме Еленов, 32. Григор Плачков, 33. Ефрем Крагуев, 34. Славко П. Василев, 35. Селман Юсуфов, 36. Бахро Неджебов, 37. Али Неджебов - Бегнищка община: 1. Дамян Станков, 2. Ефрем Давчев, 3. Димо Пецов, 4. Нове Бакарнев, 5. Румена Стоянова - Бохулска община: 1. Васил Захарчев, 2. Григор Николов, 3. Андон Мелов, 4. Илия Лазаров, 5. Сулейман Бакалов, 6. Мехмед Джаидрамов, 7. Байрам Мола Ахмедов, 8. Хусния Мола Ахмедов, 9. Амед Атипов, 10. Делиман Пашов, 11. Ариф Сулеманов, 12. Абдула Ахмедов Сулеманов, 13. Арив Мехмед – Алиев, 14. Асан Рушанов, 15. Демир Ахмедов, 16. Абди Еюпов, 17. Камбер Чолаков, 18. Асан Усинов, 19. Расим Далипов, 20. Абедин Селимов, 21. Селия Ахмедов, 22. Сумеман Агошов, 23. Ибраим Агошов, 24. Байрам Асанов, 25. Хусеин Куришанов, 26. Сайди Чинов, 27. Ислим Ибраимов, 28. Ахмед Алиов, 29. Ахмед Чауш Гарабинов, 30. Ибраим Джандърмов, 31. Мехмед Махсудов, 32. Сулеман Тулков, 33. Байрам Зекиров, 34. Абаз Мехмедов, 35. Казим Мехмедов, 36. Теофит Менеов, 37. Ахмед Мемеов, 38. Мустафа Алилов, 39. Шахид Селимов, 40. Ахмед Дурев, 41. Селим Дурев, 42. Шаха Мейсова, 43. Мустафа Далипов, 44. Назив Мемишов, 45. Юсув Тулков, 46. Хусеин Драмамев - Сирковска община: 1. Асан Яшаров, 2. Сали Ахмедов, 3. Яшар Алилов, 4. Абдул Селимов, 5. Мехмед Алимов, 6. Фета Мехмедов, 7. Ариф Абдинов, 8. Сулеман Бърковски, 9. Деври Салиов, 10. Таим Шеифов, 11. Али Асанов, 12. Рушан Асанов, 13. Амид Ибраимов, 14. Юсуф Велиов, 15. Шакир Сулеманов, 16. Усин Шакиров, 17. Мехмед X. Алиов, 18. Сали Хасанов, 19. Амед Салиов, 20. Амид Еминов, 21. Сефер Пашов, 22. Амид Алиов, 23. Велия Алимов, 24. Азиз Азийов, 25. Фота Алиов, 26. Шукрия Ибраимов - Кавадарци: 1. Диме Илов Грозданов, 2. Тодор Илов Грозданов, 3. Йованче Мукаетов, 4. Григор Ив. Мукаетов, 5. Дано М. Караджов, 6. Ставро Чемерски, 7. Пано Алексов, 8. Димчо Бакев, 9. Тасе Бошков, 10. Коло Майсторски, 11. Тасе Лесков, 12. Атанаско Г. Йосифов, 13. Вано Пумсов, 14. Григор Линин, 15. Петре Димов Говедаров, 16. Трайко Мансов Гърников, 17. Дамо Шаидуров, 18. Ило Наков, 19. Янаки Данов, 20. Цандо Хр. Тиранов, 21. Захарче X. Андов, 22. Христо Ангушев – Попето, 23. Марча Милков, 24. Неде Ризов, 25. Иванче Илов – Дзуздата - Маренска община: 1. Иво Соколов, 2. Симе Илов, 3. Ило Чучулашков, 4. Ило Темков, 5. Кръсте Риджалов, 6. Христо Тодоров, 7. Диме Георгиев, 8. Яне Георгиев, 9. Лазо Галев, 10. Диме Кулев, 11. Петре Камендолски, 12. Давчо Граджанов - Мързенораовска община: 1. Божко Трайков, 2. свещеник Илия П. Антонов, 3. Иван Алексов, 4. Ило Апостолов, 5. Нико Ангушов, 6. Ана Тодорова, 7. Стоян Мирчев, 8. Стоян Янов, 9. Диме Стоянов, 10. Гело Костов, 11. Ефрем Дамчев - Страговска община: 1. Митре Мелов, 2. Ефтим Лазов, 3. Илия Мелов, 4. Бойо Илиев, 5. Нико Димитров, 6. Димо Христов, 7. Пано Илов, 8. Игнат Костадинов, 9. Ангел Соколов, 10. Цвета Тодорова, 11. Атанаса Христова, 12. Найдена Стоянова |

## Революционно знаме на Тиквешко
В горната част на знамето на тиквешките въстаници имало надпис Тиквешки революционен окръг. Под него пишело „Свобода или смърт“. В центъра му имало жена, която държи развято българско знаме и е стъпила с единия крак върху тялото на убит турски войник. Знамето е правено от учителки от Кавадарци под ръководството на Пане Иванов, учител в Кавадарци, родом от Кюстендил. След погрома знамето на тиквешките въстаници е отнесено в Белград. Знамето изгаря при немските бомбардировки на Белград през 1941 година.
- Kоце Сеизов
- Христо Михов
- Тасе Божков
- Димитър Пинджуров
- Тасе Мурджев
- Тодор Петрев Габев
- Васил Хадживасилев
- Наца Пинджурова